# Заксенкам
Заксенкам (нім. Sachsenkam) — громада в Німеччині, розташована в землі Баварія. Підпорядковується адміністративному округу Верхня Баварія. Входить до складу району Бад-Тельц-Вольфратсгаузен. Складова частина об'єднання громад Райхерсбоєрн.
Площа — 15,93 км2. Населення становить 1262 ос. (станом на 31 грудня 2020).